# Gordonia fruticosa
Gordonia fruticosa är en tvåhjärtbladig växtart som först beskrevs av Schrader, och fick sitt nu gällande namn av Hsüan Keng. Gordonia fruticosa ingår i släktet Gordonia och familjen Theaceae. Inga underarter finns listade i Catalogue of Life.